# Golpe de Estado na Síria em 1954
O golpe de Estado na Síria em 1954 ocorreu em fevereiro daquele ano para depor o governo de Adib Shishakli. Liderando o movimento anti-Shishakli estavam o ex-presidente Hashim al-Atassi e o líder druso veterano Sultan al-Atrash.

## Antecedentes
O Coronel Adib Shishakli no poder por um golpe em dezembro de 1951, produziu uma autocracia militar.  Como líder da Síria, Adib Shishakli reconheceu os desejos da maioria árabe da Síria, e, consequentemente, adotou uma política de pan-arabismo. Ele chocou-se frequentemente com a minoria druza nas montanhas Jabal al-Druze, acusando-as de querer derrubar seu governo usando fundos da Jordânia, e em 1954, recorreu a bombardeios aos baluartes drusos para suprimir a resistência a seu governo.

## Derrubada de Shishakli
O crescente descontentamento acabou por conduzir a um golpe de Estado no qual Shishakli seria deposto em fevereiro de 1954. Os conspiradores incluíam membros do Partido Comunista Sírio, oficiais drusos, membros do Partido Ba'ath e possivelmente apoio iraquiano. Shishakli também havia prendido diversos de oficiais ativos no exército sírio, incluindo o ascendente jovem Adnan al-Malki, também um proeminente baathista. Liderando o movimento anti-Shishakli estavam o ex-presidente Atassi e o veterano líder druso Sultan al-Atrash. A maior conferência anti-Shishakli tinha sido realizada na casa de Atassi em Homs. Shishakli respondeu prendendo Atassi e os filhos de Atrash, Adnan e Mansur (ambos os quais eram políticos de alto escalão na Síria).
Quando a insurgência atingiu seu pico, Shishakli recuou, recusando-se a arrastar a Síria para uma guerra civil. Ele fugiu para o Líbano, mas quando o líder druso Kamal Jumblat ameaçou matá-lo, fugiu para o Brasil, indo morar no município de Ceres, no interior de Goiás, onde seria assassinado dez anos mais tarde pelo druso Nawaf Ghazaleh.

## Consequências
Após a derrota do presidente Shishakli em 1954, ele continuou com manobras políticas apoiadas por facções rivais nas forças armadas e, finalmente, trouxeram elementos árabes nacionalistas e socialistas ao poder. Os primeiros anos da independência foram marcados pela instabilidade política. Antes da união entre a Síria e o Egito em 1958, Shishakli especulou com a ideia de retornar à Síria para lançar um golpe de Estado, usando os fundos fornecidos pelo Iraque. O golpe foi frustrado pela inteligência síria e Shishakli foi condenado à morte in absentia.